# Имперска единица
Имперски единици (на английски: imperial units) обикновено се наричат единиците от наричаната също Британска (или Английска) система от единици, основаваща се на фунт, ярд и галон. Приета е от Английския парламент през 1824 г. и е използвана в Обединеното кралство и в бившите британски колонии, включително в т. нар. Британска общност. През 1963 и 1985 г. имперските единици се предефинират в единици от SI.

## Разпространение по света
Официално имперските единици се използват само в 4 страни в света: Либерия, Мианмар, Обединено кралство Великобритания и Северна Ирландия и САЩ, като в Либерия и Мианмар на практика се използва метричната система.
Обединеното кралство е в процес на нейно приемане. Във Великобритания, особено с навлизане на законодателството на ЕС, имперските единици биват постепенно измествани от употреба от метричната система SI.
Имперската система активно се употребява в САЩ (където се използва по-старият стандарт „Wine gallon“ със същите наименования). Още през 1960-те години започва широка кампания (инициирана от Конгреса) за преминаване към SI, но процесът е бавен. Днес се отчита, че в много области, преди всичко в науката, преходът е завършил (НАСА например изцяло работи само с единици SI). В други области, като медицината, ползването на единиците е смесено. Строителството също бавно преминава към „новата“ система, а нормативните документи са едновременно в SI и в имперски единици. В обществото преобладава мнението, че приемането на метричната система е в интерес на нацията, но има и много инерционни нагласи.

## Разпространение в България
Има няколко случая на разпространение на имперските единици в България.
При автомобилните гуми и тръбопроводните инсталации от много години за измерване на диаметри се използва германската единица цол, която е идентична на инча.
Поради американското господство в информационната терминология някои имперски единици неофициално навлизат в България и в тази област. Например диагоналът на екрана на монитора се измерва често в инчове, докато допреди 10 – 15 години се измерваше предимно в сантиметри (cm). Напълно възприета е и единицата dpi (dots per inch – точки на инч), с която традиционно се измерва разделителната способност на изходни устройства като екрани, принтери, печатарски машини и др.